# Look d'enfer
Albums de Sébastien Patoche
J'emmerde les bobos ! (2013)
Singles
1. On va la foutre au fond
Sortie : 2 juin 2014
2. Beau Black
Sortie : 16 juin 2014

Look d'enfer est le deuxième album studio enregistré par l'humoriste Cartman sous le pseudonyme de Sébastien Patoche, sorti le 7 juillet 2014.

## Listes des titres
| 1.    | Intro                                                                               | Sébastien Patoche                  | 0:41 |
| 2.    | On Va La Foutre au fond                                                             | Sébastien Patoche                  | 4:10 |
| 3.    | Look d'enfer (feat. Ophélie Winter)                                                 | Sébastien Patoche & Ophélie Winter | 3:26 |
| 4.    | La Dernière Goutte                                                                  | Sébastien Patoche                  | 2:46 |
| 5.    | Skit #1                                                                             | Sébastien Patoche                  | 0:24 |
| 6.    | Steak about me                                                                      | Sébastien Patoche                  | 3:38 |
| 7.    | Nanar                                                                               | Sébastien Patoche                  | 3:25 |
| 8.    | Le dancefloor                                                                       | Sébastien Patoche                  | 3:01 |
| 9.    | Skit #2                                                                             | Sébastien Patoche                  | 0:24 |
| 10.   | La crotte de nez                                                                    | Sébastien Patoche                  | 2:53 |
| 11.   | La Renault 18 American                                                              | Sébastien Patoche                  | 3:37 |
| 12.   | Skit #3                                                                             | Sébastien Patoche                  | 0:41 |
| 13.   | Koh Samui (feat. Tefa & Moox)                                                       | Sébastien Patoche                  | 3:37 |
| 14.   | Combien de temps                                                                    | Sébastien Patoche                  | 3:49 |
| 15.   | Skit #4                                                                             | Sébastien Patoche                  | 0:17 |
| 16.   | Sébastien Patoche présente Jimmy Foxtrot - Beau Black                               | Sébastien Patoche                  | 3:17 |
| 17.   | Sébastien Patoche présente Pitchouno - On est au max (feat. D. Train, Bouga & Moox) | Sébastien Patoche                  | 4:00 |
| 18.   | Outro                                                                               | Sébastien Patoche                  | 0:15 |
| 43:39 |                                                                                     |                                    |      |

| Titre bonus iTunes | Titre bonus iTunes | Titre bonus iTunes | Titre bonus iTunes | Titre bonus iTunes | Titre bonus iTunes | Titre bonus iTunes | Titre bonus iTunes | Titre bonus iTunes | Titre bonus iTunes |
| No                 | Titre              | Paroles            | Durée              |                    |                    |                    |                    |                    |                    |
| ------------------ | ------------------ | ------------------ | ------------------ | ------------------ | ------------------ | ------------------ | ------------------ | ------------------ | ------------------ |
| 19.                | La cartouche       | Sébastien Patoche  | 2:05               |                    |                    |                    |                    |                    |                    |
| 45:44              |                    |                    |                    |                    |                    |                    |                    |                    |                    |

## Clips
- On va la foutre au fond : 2 juin 2014

Chanson créée pour la Coupe du Monde de football 2014. Le clip montre Sébastien Patoche et des pom-pom girls sur un terrain de football.
- Beau Black : 16 juin 2014

Plus un sketch qu'une chanson, le refrain est une chorégraphie de Jimmy Foxtrot qu'on a pu voir dans Touche pas à mon poste ! comme la "salsa rotative" ou la "position du caca dans les fougères". 
"Beau Black" fait référence au surnom que Jimmy Foxtrot donne à Cyril Hanouna. Le "beau black" dans le clip est interprété par le rappeur faisant le refrain.
Le clip montre Jimmy Foxtrot (interprété par Cartman), un danseur professionnel homosexuel et misogyne qui donne un cours de danse à tout un groupe d'hommes dont l'humoriste Florent Peyre. Enora Malagré, fervente défenseure des droits des homosexuels, participe également au cours de danse et est vite délaissée par le danseur gay qui ne semble pas apprécier les femmes comme il le montre en faisant le serpent pour faire fuir une femme qui voulait participer au cours.